# Savigny (Vaud)
Pour les articles homonymes, voir Savigny.
 (avril 2015).
- Si vous ne connaissez pas le sujet, laissez ce bandeau (vous pouvez alors contacter les auteurs).
- Si vous supprimez le contenu mis en cause (vous pouvez préalablement contacter les auteurs),

argumentez précisément cette suppression dans la page de discussion
(un manque de référence n'est pas un argument ; une recherche réelle de référence doit avoir été effectuée, être formellement documentée).
 (septembre 2010).
Si vous disposez d'ouvrages ou d'articles de référence ou si vous connaissez des sites web de qualité traitant du thème abordé ici, merci de compléter l'article en donnant les références utiles à sa vérifiabilité et en les liant à la section « Notes et références ».
Savigny est une commune suisse du canton de Vaud, se trouvant dans le district de Lavaux-Oron, située entre 715 à 906 mètres d'altitude entre Lavaux et le Jorat. Le territoire de la commune de Savigny, qui est de 1 601 hectares, occupe la partie occidentale du plateau supérieur du district. Il constitue en quelque sorte la charnière entre Lavaux et le Jorat, ce Jorat dont il a les traits principaux.

## Toponymie
Savigny « domaine (fundum) du clan de Sabinius » dérive du nom de personne latin Sabinius, avec le suffixe toponymique celtique -acum. Ce nom appartient à la grande famille de toponymes dérivés d’un nom latin qui se terminent soit en -y, soit en -ier.
Parmi les plus anciennes mentions : Savignie (1224) ; Savinie (1228) ; Savigny (1453).

## Héraldique
Coupé de gueules et d’argent à trois sapins de sinople brochants, mouvant chacun d’un coupeau de sable. Ce territoire a été défriché et peuplé des avant le XIIIe siècle, mais n’est devenu commune indépendante qu’en 1823. Jusqu’alors, il relevait du territoire de l’ancienne grande communauté de Lutry. Llels armoiries ont été créées en 1923. Lels couleurs évoquent celles des armes de Lutry, les sapins et les mont rappellenet le Jorat, en grande partie couvert de forêts.

## Population

### Gentilé et surnom
Les habitants de la commune se nomment les Savignolans,.
Ils sont surnommés les Bon-Ozî (soit les bons oiseaux, nom des éperviers en patois vaudois).

### Démographie
Savigny compte 3 418 habitants au 31 décembre 2022 pour une densité de population de 213 hab/km2. Sur la période 2010-2019, sa population a diminué de −0,3 % (canton : 12,9 % ; Suisse : 9,4 %).  

## Histoire

### Moyen Âge

#### La paroisse
Selon le Dictionnaire historique du canton de Vaud, Savigny a été défrichée car en 1228 elle constituait déjà une paroisse. Au XIVe siècle, on ne trouve là qu'une chapelle qui dépendait à la fois du prieuré et de l'église paroissiale de Lutry. Par l'échange du 1er juillet 1346, le prieur Jean et le curé Bovon se partagèrent les revenus par moitié ou par tiers suivant qu'il s'agissait de recettes ou d'aumônes.
Lors d'une visite paroissiale de Savigny en 1453, on voit par des actes qu'elle était dédiée à sainte Marie-Madeleine. Le 12 juillet 1494, Jaques, le fils de Nicod Montheux, notaire de Lutry, fit don d'une pièce de terre et bois au couvent des religieux du tiers-Ordre de Saint-François qui desservait la chapelle. Ce petit couvent de Savigny avait été fondé le 24 avril 1491 par Pierre de Roseto, du diocèse de Genève, moine et vicaire des tertiaires de saint François avec l'aval de l'évêque de Lausanne Benoit de Montferrand. On conserve aux archives de Lutry la procédure d'un conflit juridique entre son successeur l'évêque Sébastien de Montfalcon et les religieux du tiers-Ordre de Saint-François, en cours épiscopale de Bâle qui dura du 10 septembre 1498 au 20 mars 1500. Le 17 août 1531, Guillaume Sinexdis, gardien et procureur de cette maison religieuse, a cédé tous les biens à la confrérie du Saint-Esprit de Lutry et la communauté. Dès la reforme et jusqu'à la fin du XVIe siècle la chapelle a été desservie par le diacre de Lutry. Après la fin du moyen âge, en 1598, elle fut constituée en paroisse autonome. Elle comprenait également Forel.

### La création de la commune
Avant leur séparation de 1825, Lutry et Savigny ne formaient qu'une seule et unique commune. Lutry faisait partie des villes les plus riches du Pays de Vaud dû aux pâturages et aux forêts et l'extension du vignoble renforça la solidarité des bourgeois envers Lutry et poussa certains à acquérir des biens sur les Monts. Mais en interdisant au bétail les endroits réservés aux vignes, il fallait trouver des pâturages sur les Monts. L'exploitation de la forêt devint aussi obligatoire pour la construction des pressoirs et celles des fûts de chêne, de sapin ou de frêne. Savigny et les Monts sur Lutry était apte à pouvoir répondre à la demande des bourgeois de Lutry: ce qui leur permettrait leur développement viticole. Savigny profitait peu de la prospérité de Lutry et cette différence a pris de l'ampleur durant la période bernoise où Savigny n'avait aucune part à l'administration.

#### La période bernoise
Les Monts de Lutry et la région de Savigny offraient ce dont les bourgeois de Lutry avaient besoin pour développer leur économie viticole, mais Savigny n'en faisait pas profit. La différence entre les deux régions n'a fait que s'accentuer durant la période bernoise. Les Savignolans n'avaient aucune part dans l'administration. Le pasteur Jaccaud dit même que « les Joratiers étaient en quelque sorte les serfs des gens du vignoble ».

#### La Révolution vaudoise
La Révolution vaudoise laissa à Savigny, en 1798, un agent national et en 1803 une règle administra la bourse des pauvres. La Commune de Savigny comptait alors 1 045 habitants.
Le 15 janvier 1821 fut présenté, au Conseil de l'Etat du Canton de Vaud, par les habitants des Hauts, une pétition demandant la création de Savigny, en commune autonome. Le Grand Conseil du canton de Vaud donnait légalement naissance à la commune de Savigny. Après deux années de difficiles discussions sur le partage des biens communaux, Lutry et Savigny parvenaient à un accord et l'acte de séparation fut signé le 22 mars 1825.

## La commune de Savigny auXIXesiècle

### La vie quotidienne à l'aube duXIXesiècle
Longtemps les Savignolans ont vécu d'un peu d'agriculture, de l'élevage de leurs troupeaux et de l'exploitation des forêts. Mais, la situation du plus grand nombre d'entre eux était précaire. L'hiver était rude, comme a été le cas durant la fameuse année de misère (1816-1817) que le nombre de familles dans le dénuement se comptait par dizaines. Il fallait même ordonner des mesures spéciales et efficaces pour leur venir en aide et créer des comités de secours pour activer les collectes en leur faveur. L'introduction de l'artisanat qu'on cherchait à développer par divers moyens et surtout, dès le second tiers du XIXe siècle, l'amélioration des voies de communication ont eu d'heureux effets sur le sort des Savignolans. La construction de la ligne du tramway a achevé de les sortir de leur isolement, en même temps qu'elle a permis aux Lausannois de découvrir l'une des plus belles régions du Jorat.
C'est comme cela que Savigny a abordé le temps des grands changements. La commune a veillé à son équipement, à la mise en valeur de son patrimoine, au développement de son économie, au point que l'on pouvait écrire, au début de ce siècle qu'elle avait acquis une certaine aisance économique inconnue jusque-là. L'automobile allait encore rapprocher Savigny de la ville et permettre à beaucoup de citadins d'y habiter. Depuis le temps où l'on a considéré que les Savignolans étaient des bourgeois ou simplement habitants comme les serfs du vignoble. Une lente accession à l'autonomie locale, a donc permis la patiente construction d'une petite communauté entre Lavaux et le Jorat.

### Déboisement de la région
« La grande et sauvage paroisse de Savigni n'a point de village, mais seulement de petits hameaux et cabanes isolées, elle occupe une portion du Jorat et offre le sol le plus ingrat et la population du plus pauvre du Canton ; en hiver les neiges y sont si hautes qu'on se croirait en Sibérie ». C'est comme cela que le doyen Bridel décrivait en 1815, Savigny. Son climat âpre, sa nature sombre présentaient un contraste remarquable avec la ville de Lutry qui est situé au bord du lac et presque entièrement entourée de vignobles.
Et pourtant, moins de six kilomètres séparent Savigny de Lutry qui ont eu pendant des siècles un destin commun et que des vocations différentes ont amené à se quitter lorsque l'occasion s'est présentée. La nature a dans ces lieux une vigueur sauvage, un caractère couvert et une sombre beauté.
Jusqu'alors, la paroisse puis la commune de Savigny vivait repliée sur elle-même. Son sol nourrissait mal une population dont Henri Monod, membre du Conseil d'État lors de la séparation de Savigny et de Lutry, disait qu'elle était misérable et tellement barbare qu'elle renfermait des personnes qui se livraient au brigandage.
La région de Savigny a vite été défrichée. Des colons, venus des bords du lac, ont gagné les Monts où leur bétail allait paître dans les forêts. Ils ont construit des chalets pour travailler le lait des vaches et des chèvres, ont cultivé les terres arrachées aux bois avant de s'installer là à demeure. Cette lente colonisation explique la dissémination des habitations. À côté du village même de Savigny, du Martinet et de la Goille,il y a beaucoup de maison en bordures de forêt. par exemple Mollie-Margot, La Crogne, Nialin, Les Richardes, La Claie-aux-Moines, La Méguettaz, Gremaudet et bien d'autres.

## Municipalité

### L'élection de la première municipalité
Le 5 mai 1825, M. Deprez, juge de la paix du cercle de Lutry décide de mettre en place un conseil communal à Savigny. François-Abram Daccord est élu à l'unanimité en tant que secrétaire, puis Jean-Noël Cordey comme sergent. Cette élection se fera à bulletins secrets.

### Le cercle électoral
Le premier député a été Jean-Pierre Décombaz, syndic de Savigny, élu le 6 mars 1853 et réélu en 1857, 1862, 1866. Il a démissionné au début de 1869. Charles Lavanchy, d'abord boursier puis syndic de Savigny, lui a succédé. Il a été élu le 7 mars 1869 et constamment réélu jusqu'en 1909. Charles Bolomey a siégé au Grand Conseil de 1909 à son décès, en août 1923. Il a été remplacé par Gustave Muller, élu en 1923 et réélu jusqu'en 1935, date à laquelle il a démissionné à la suite de sa nomination de juge au Tribunal de district. Charles Cordey-Blanc a fait partie du législatif cantonal du 6 mars 1936 à sa mort, survenue le 27 octobre 1938. Jules Crot-Testuz a été élu en remplacement, en décembre 1938, il a démissionné en 1949. Victor Diserens a entré au Grand Conseil en mai 1953, à la suite du décès d'Hector Bron, vétérinaire. Il y a siégé jusqu'en 1962. Lutry et Savigny ont formé, jusqu'en 1962, un cercle électoral, avec l'élection des députés selon le système majoritaire. Dès 1962, l'élection se fait selon la représentation proportionnelle au niveau du district qui forme un arrondissement électoral. Fernand Cornut, syndic de Savigny a fait partie du Grand Conseil du printemps 1962 à 1974, date à laquelle il s'est retiré.

## Carrières

### L'exploitation de la molasse et du grès
En Nialin, à la Roussaz et à la Palaz, on exploitait la molasse. Cette industrie a été un grand progrès dans la seconde moitié du XIXe siècle. La carrière de Nialim était la plus importante. Elle occupait 20 à 30 ouvriers. Cette molasse était employée pour les chaînes d'angle, les encadrements de portes et fenêtres, les corniches et les arcades des portes des granges. De nombreuses habitations de la région construites à cette époque sont pourvues d'encadrements faits avec la molasse de Savigny et qui sont encore en parfait état. Le commerce de la molasse s'étendait de Lausanne jusqu'à Montreux.
Aux Meguettes, on travaillait le grès fin. Plus dur que la molasse, le grès servait de pierres de taille pour les murs, les corniches et autres éléments sculptés. Il a été utilisé pour la restauration de la Cathédrale et de l'église de Saint-François, à Lausanne.
L'obélisque, que l'on peut encore voir sur la place de Savigny a été taillé dans ce grès. Il avait été offert à la commune par l'entrepreneur lors du centenaire de l'entrée du canton de Vaud dans la Confédération. En 1903 la carrière des Meguettes employait 20 à 25 ouvriers qui venaient presque tous du Piémont. Elle a été exploitée de 1885 à 1905.

## Patrimoine bâti

### L'église
Elle a été ravagée par le feu le 16 juin 1538, mais elle fut reconstruite au même emplacement en 1554. On changea les matériaux : la pierre remplaça le bois. En 1659 on y installa une cloche (880 kg, qui donne le fa et sonne pour les services funèbres). Elle porte l'inscription en latin "aenis ivbis tromentisqve inproelis trvdit neciqve tradit viros insanvs mars savior ars hoc aes ita vovet vt ad acra eos vocet" ce qui donne en français "Mars insensé pousse les hommes aux combats avec des casques et des armes d'airain et les mène à la mort. Un art plus élevé voue cet airain à appeler ces derniers aux choses sacrées". En 1715 le Conseil de Villette nomme le major Davel pour s'occuper de la restauration du temple. 150 ans plus tard en même temps que l’installation d'une autre petite cloche, on installa une horloge. En 1917 juste avant la fin de la guerre, l'église penchait dangereusement. Elle fut reconstruite entièrement et on lui donna une forme beaucoup plus effilée.
En 1953 en installant deux nouvelles cloches, les deux anciennes furent envoyées à la fonderie pour être accordées avec les deux nouvelles.

### La cure
Construite en 1599 sur l'emplacement de l'ancien couvent franciscain, elle a été entièrement détruite par un incendie le 8 août 1613. On l'a reconstruite sur ses ruines, telle qu'elle est encore aujourd'hui.

## Les écoles

### La scolarité
Pendant un long moment, l'instruction scolaire à Savigny fut totalement mise de côté et on a même aconté qu'un régent tentait d'apporter des connaissances aux enfants en allant de maison en maison. Mais il n'arrivait qu'à donner un cours par mois dans chaque famille. C'est pourquoi le 5 septembre 1703 furent créées les quatre "régences" sur l'initiative du pasteur Jean-Pierre Loys De Correvon. Elles assignèrent à chacun des maîtres les desservant une pension annuelle, payable au château de Lausanne.
"Les quatre Régents furent aussi répartis par portion égale entre des Publics de Lutry et Villette et chacun bâtit deux maisons pour les deux Régents respectifs. Ils leur assignèrent du terrain selon l'intention souveraine et fournirent le bois nécessaire pour construire les deux écoles principales." tiré d'un Mémoire informatif de 1789.
Un différend avec Lutry pris place en hiver, en raison de la quantité de neige et il était donc impossible d'envoyer les enfants à l'école car les bois n'étaient doté que de très mauvais chemins. Les Régents se virent attribuer chacun deux annexes où "ils se rendaient alternativement tous les jours" donner leurs cours. Des maisons furent mises à disposition appartenant à des particuliers dotés de bonne volonté, sans toutefois supporter les frais de chauffage qui étaient à la charge du "public".
Les Régents de Savigny rencontrèrent leurs plus grandes difficultés quand il s'agissait d'obtenir le bois qui leur était nécessaire pour chauffer les écoles et les annexes. L'intervention de la Classe de Lausanne et de Vevey (l'assemblée des pasteurs de l'arrondissement ecclésiastique) fut alors nécessaire pour dénoncer auprès de Leurs Excellences l'attitude de messieurs de Lutry, qui non seulement ne se sentaient aucunement obligés de fournir le bois aux régents, mais ne firent rien durant l'hiver 1788-1789 "pour assurer une chambre en Gremaudet et en Nialin où l'école pût se tenir". Les conséquences furent que durant plusieurs mois, un peu moins de 50 élèves ne reçurent aucune instruction.
Le bailli de Lausanne appuya l'intervention de la Classe qui, dans une requête de 26 juin 1789, estimait devoir faire connaître à Leurs Excellences "un cas des plus graves et qui demande le plus prompt remède, c'est la suspension totale de deux écoles, qui a eu lieu l'hiver dernier, dans la paroisse de Savigny. La Classe tenta une dernière démarche auprès des Conseils de Lutry avant d'en référer à Berne. Une grande déception pris place après la réponse de Lutry qui proposa "de supprimer entièrement et pour toujours" les deux annexes du régent de Savigny, déjà suspendues pendant l'hiver, mais encore les deux autres dépendant du régent de Martinet. L'Avoyer et le Conseil de la Ville et République de Berne examinèrent cette affaire. Il fut transmis le 21 mai par le bailli de Lausanne, aux Bannerets et Conseils des paroisses de Lutry et Villette. Il dit :
1. Les annexes des Écoles de la Paroisse de Savigny, tant rière Lutry que rière Villette, doivent être conservées et les choses à cet égard demeurer en tel état où elles ont été jusques à ce jour.
2. Les paroisses de Lutry et Villette devront faire remarquer annuellement et à leurs frais, pour chaque École, une bonne toise et pour chaque annexe un quart de toise de Bois de Sapin, la toise de neuf pieds de Berne en quarré sur quatre pieds et demi de profondeur ; devront le faire marquer aussi près que possible des Écoles et des annexes ; devront aussi à leurs frais le faire couper et toiser ; tellement qu'il soit prêt au premier juillet pour le plus tard. Le transport de ce Bois dès l'endroit où il aura été entoilé jusques aux Écoles et annexes, sera à la charge des Régens et des Propriétaires des Maisons où sont les annexes.
3. Il doit être permis aux Conseils de Lutry et Villette d'envoyer deux Commis qui auront séance de Suffrage avec le Pasteur et le Consistoire, à l'examen des Régens pour la Paroisse de Savigny : sous cette explication, que si c'est rière le district de Lutry qu'il y a un Régent à faire, ce sera le Conseil de Lutry qui envoiera les Commis désignés se transporteront chaque fois à Savigny pour l'objet de leur Mission.
Le différend entre Savigny et Lutry se termina de cette manière grâce à Berne,.

## Surfaces
La commune occupe 1 600 hectares, dont 907 ha agricoles, 458 ha boisés et 4 ha de zone industrielle. Le territoire de la Commune de Savigny occupe la partie occidentale du plateau supérieur du district de Lavaux, entre les altitudes de 715 et 906 mètres.

### Agriculture
Des siècles durant, les rapports sur le plan économique, de Savigny avec Lutry, concernent l'agriculture. En 1825, la « peuplade de Savigny » était décrite, dans un Mémoire d'information gardé aux Archives cantonales vaudoises, comme étant sans civilisation : « Population de prolétaires, dont la très grande partie ne possède rien, ou ne possède pas de quoi se nourrir ». Elle pratiquait une polyculture à fin de vivre.
Selon un document des archives communales, les habitants de Savigny cultivaient dans la seconde moitié du XIXe siècle : le froment, le méteil, l'orge, le seigle, l'avoine, les pois, les lentilles, les fèves, les poissettes, les haricots, les pommes de terre, les navets, le chanvre et le foin. La variété des cultures et l'irrégularité de leur rendement étaient les principales caractéristiques de la production agricole à Savigny. Les fruits ne furent jamais une ressource importante à cause de la rigueur du climat.
Les conditions de vie des agriculteurs étaient très précaires. Les propriétaires de petits domaines cultivaient leurs terres pour nourrir leur famille et le bétail.

## Savigny aujourd'hui
Aujourd'hui l'agriculture à Savigny offre 20 % des emplois totaux. La majorité des habitants de cette commune sont des pendulaires qui empruntent l'autoroute A9 (construite en 1974) qui rattache Savigny à la grande agglomération qu'est Lausanne. Savigny est donc une ville majoritairement résidentielle.

### L'Amicale des Savignolans de France et de Suisse
Tout comme 25 communes homonymes en France, Savigny fait partie de l'Amicale des Savigny de France et de Suisse avec plus de 70 000 habitants au total.